# وكب تحت الطريق (الريدة)
'

تعديل مصدري - تعديل

وكب تحت الطريق هي إحدى قرى عزلة الريدة وقصيعر بمديرية الريدة وقصيعر التابعة لمحافظة حضرموت، بلغ تعداد سكانها 331 نسمة حسب تعداد اليمن لعام 2004.